# Mare Crisium

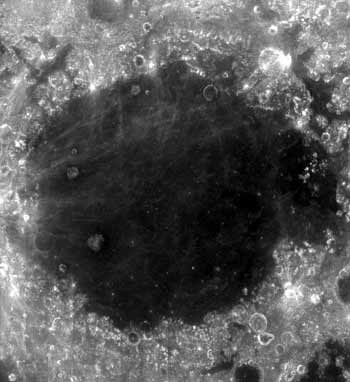
Mare Crisium

Poloha Mare Crisium a ostatních moří

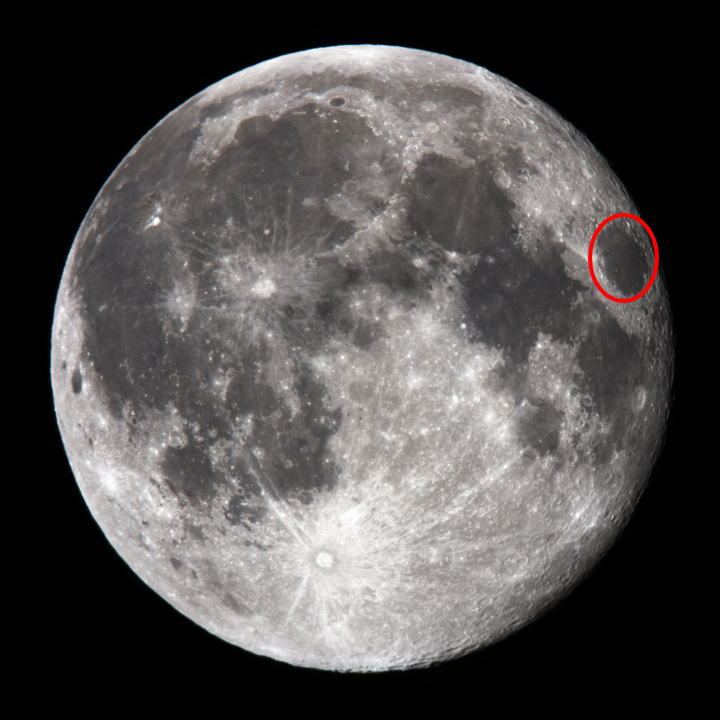
Poloha Mare Crisium

Mare Crisium (česky Moře nepokojů nebo Moře sporů nebo Moře krizí) je měsíční moře rozkládající se na přivrácené straně Měsíce, severovýchodně od Mare Tranquillitatis (Moře klidu) a severně od Mare Fecunditatis (Moře hojnosti). Má kruhovitý tvar o průměru cca 555 km. Jde o typickou měsíční kotlinu impaktního původu, jejíž vnitřek byl zatopen lávovými vrstvami, což se projevuje anomálií gravitačního pole – nachází se zde mascon. Na povrchu moře jsou četné mořské hřbety.
Vzhledem k tomu, že se nachází blízko okraje měsíčního disku, vypadá ze Země jako protáhlá elipsa. Změny tvaru této elipsy při pozorování jsou důsledkem librace, zejména v délce. Moře má rozlohu přibližně 176 000 km²  a pojmenoval ho (stejně jako většinu ostatních měsíčních moří) italský astronom Giovanni Battista Riccioli, jehož nomenklatura z roku 1651 se stala standardem.
Severně od Moře nepokojů se nachází větší kráter Cleomedes, uvnitř moře leží několik menších kráterů např. Picard, Peirce a další.

## Expedice
Do Mare Crisium dopadla v roce 1969 sovětská sonda Luna 15. Vzorek zdejší půdy byl odebrán a dopraven na Zemi 22. srpna 1976 jinou sovětskou sondou Luna 24.
V současnosti se do této oblasti připravuje mise soukromé společnosti Firefly Aerospace, která má v roce 2023 pomocí svého nového lunárního landeru Blue Ghost doručit 10 vědeckých přístrojů. Misi si u této firmy objednala NASA a ta je také vlastníkem zmíněných vědeckých přístrojů. Mise je součástí programu CLPS, tedy programu NASA na podporu soukromých firem, které v rámci něj mohou získat různé zakázky na dopravu přístrojů, vybavení či landerů na povrch Měsíce, anebo na jeho oběžnou dráhu.

## Mare Crisium v kultuře
- Ve vědeckofantastickém románu Roberta A. Heinleina Měsíc je drsná milenka (anglicky The Moon Is a Harsh Mistress) se v Moři nepokojů nachází měsíční kolonie s názvem Lunar City.[6]
- Ve vědeckofantastické povídce „Hlídka“ (anglicky „The Sentinel“) zasadil autor Arthur C. Clarke děj do Moře nepokojů.
- Název brazilské death metalové kapely Krisiun vychází z Mare Crisium.[7][8]
- Mare Crisium je i název několika black metalových kapel:
  - Mare Crisium (Dánsko)[9]
  - Mare Crisium (Maďarsko)[10]
  - Mare Crisium (Slovensko)[11]